# Newgrounds
 Newgrounds — розважальний сайт, соцімережа та компанія, заснована Томом Фулпом у 1995 році. На сайті розміщується матеріал, створений користувачами, такий як ігри, фільми, аудіо та інши твори мистецтва. Фулп має офіс у Гленсайді, штат Пенсільванія.
У 2000-х і 2010-х роках Newgrounds відігравав важливу роль в інтернет-культурі, зокрема в інтернет-анімації та незалежних відеоіграх. Його називають «особливим періодом в історії ігор», місцем, «де багато аніматорів та розробників здобули прихильників задовго до того, як соціальні мережі стали реальністю», а також «притулком для виховання великих майстрів інтернет-анімації».

## Проєкти
Користувацький контент можна завантажувати та розподіляти за категоріями на одному з чотирьох порталів: Ігри, Фільми, Аудіо та Мистецтво. Завантажені фільми або ігри проходять процес «оцінювання», де вони можуть бути оцінені всіма користувачами (від 0 до 5 зірок) і переглянуті іншими користувачами. Середній бал, підрахований на різних етапах оцінювання, визначає, чи буде контент «збережено» (додано до бази даних), чи «затавровано» (видалено зі збереженням лише рецензій у розділі «Некрологи»)
Оскільки Adobe Flash Player був вимкнений у більшості сучасних браузерів наприкінці 2020 року, Newgrounds використовує емулятор Ruffle, емулятор Adobe Flash, написаний на Rust, який спонсорується Newgrounds разом з іншими популярними сайтами, такими як Cool Math Games та Armor Games, для контенту, створеного за допомогою Flash. Станом на 2022 рік Ruffle підтримував лише кілька вибраних Flash-проєктів, написаних на ActionScript 3.0, що означало, що користувачам доводилося завантажувати «Newgrounds Player», власний емулятор Flash, який сайт використовував до Ruffle, щоб запустити проєкти, написані на AS3.
Відео та аудіо обробляються за допомогою іншого методу під назвою «скаутинг», який сайт описує як «спосіб перевірки користувачів і відсіювання спаму, крадених робіт, низькоякісних робіт тощо». Усі користувачі можуть розміщувати твори мистецтва та аудіо на власній сторінці, але лише ті, що пройшли «скаутинг», з'являтимуться у відкритому доступі. Як і система оцінювання, вона не допускає крадений контент, спам чи заборонені матеріали до публічної частини, покладаючись на користувачів і модераторів сайту. Після того, як людина пройшла скаутинг, вона отримує привілей сканувати інших, хоча користувачі, яких спіймали на скануванні інших користувачів, які регулярно порушують умови користування сайтом та/або правила («зловживають системою»), самі знімаються зі скаутингу.

Персонаж гри Friday Night Funkin - Капітан сержант Джон "Танкіст"

Банер до щорічної події «День Піко» із зображенням двох талісманів сайту та інших персонажів, що асоціюються з Newgrounds.
Вміст і контекст можуть бути надіслані на розгляд модераторам і співробітникам сайту шляхом позначення їх як таких, що порушують правила сайту. Система зважування визнає досвідчених користувачів і надає їхнім прапорам більшої ваги. На головній сторінці Newgrounds представлені роботи з кожної категорії, а також нагороди та відзнаки для користувачів, чиї роботи відповідають вимогам сайту і можуть їх заслужити. Члени Newgrounds також організовують анімацію під назвою «колаборації» через дискусійний форум на сайті. Деякі дослідники відзначають, що хоча щороку створюються сотні таких «колаборацій», лише 20% з них завершуються через стрес для тих, хто робить анімацію, в той час, як інші дослідники стверджують, що аніматори зберігають «сильне почуття» авторства та власності на те, що вони створюють, особливо сольні аніматори.
Хоча на сайті й розміщувалися анімації про Осаму бен Ладена, Саддама Хусейна та Талібан, деякі дослідники стверджували, що на сайті велася «відносно збалансована» розмова про політику, навіть попри те, що люди з правими поглядами становлять «значну частину» користувацької бази сайту.
Одним із персонажів ігор є Танкіст (Tankman)  — персонаж, інтегрований NewGrounds у всесвіт Friday Night Funkin. Він також відомий під псевдонімами Капітан, Кеп, Солдат, Ньюграунд Гай (NewGrounds Guy), Капітан Джон. Капітан сержант Джон «Танкіст» — головний герой мультсеріалу про танкер «Tankmans», Танкіст також зображений на логотипі сайту Newgrounds. Він є суперником БФ у 7 weeks of the FNF.

## Історія

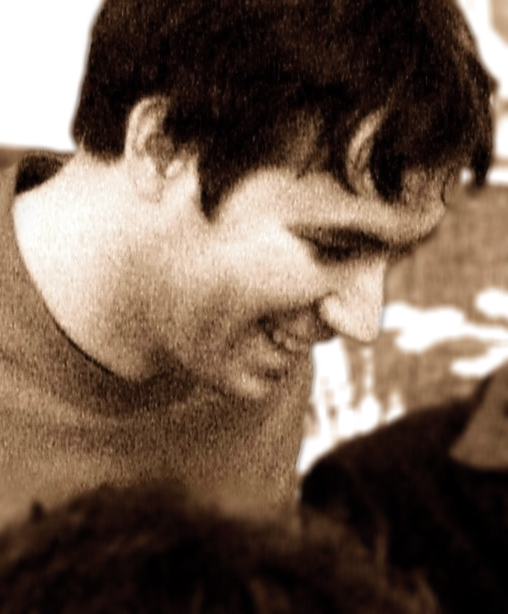
Творець Newgrounds Том Фулп, 2007

1991 року, у віці 13 років, Том Фулп запустив фан-журнал, присвячений сімейству консолей Neo Geo під назвою New Ground і розіслав випуски приблизно 100 членам клубу, що виник на онлайн-сервісі Prodigy. Використовуючи хостинг, він запустив вебсайт під назвою New Ground Remix у 1995 році, який став популярним влітку 1996 року після того, як Фулп створив BBS-ігри Club a Seal і Assassin, бувши студентом Дрексельського університету. Потім він створив Club a Seal II і Assassin II, а також окремий хостинговий сайт під назвою New Ground Atomix. Випуск у 1999 році Pico's School, браузерної флеш-гри, яка демонструвала складність дизайну та полірування презентації, що було практично небаченим в аматорській розробці флеш-ігор" того часу, допоміг утвердити Newgrounds як громадську силу.
Хоча для гри в певні ігри на Newgrounds був потрібен Macromedia Flash Player, сайт також об'єднував учасників, зацікавлених у створенні флеш-ігор, і в результаті отримав «значний вплив в Інтернеті». Згодом він став однією з найбільш «активних спільнот творців Flash в англомовному Інтернеті» і слугував місцем, де розробники ігор могли почати свою кар'єру. Одного разу Newgrounds описав Flash як «рушійну силу» сайту. Попри це, користувачі сайту мали «низьку толерантність до неякісної роботи», маючи на увазі в основному гумор і розповідь, а не якість анімації. Деякі аніматори на сайті перейшли на YouTube до середини 2000-х.
До листопада 2008 року Newgrounds мав понад 1,5 млн користувачів і понад 130 000 анімацій. Ця цифра зросла до серпня 2010 року, коли повідомлялося, що сайт мав понад 2,2 мільйона користувачів і понад 180 000 ігор та анімаційних фільмів, більшість з яких були анімацією, зробленою лише однією людиною, а інші — спільними зусиллями різних людей. У 2013 році також було сказано, що користувачі створили "сотні тисяч анімаційних фільмів та онлайн-ігор".
У 2018 році Newgrounds почав заохочувати учасників подавати свої ігри у форматі HTML5, а не Flash. У листопаді та грудні він пережив сплеск нових реєстрацій, переважно з Tumblr, коли цей сайт почав обмежувати вміст для дорослих. Це сталося після того, як на ньому було знайдено дитячу порнографію, в результаті додаток Tumblr для iOS було видалено з App Store.
Влітку 2019 року адміністрація Newgrounds представила плеєр Newgrounds Player, який був описаний як «рішення для відтворення флеш-ігор та фільмів», розміщених на сайті.
У квітні 2021 року оновлення для браузерної гри Friday Night Funkin' було випущено ексклюзивно на Newgrounds, що призвело до перевантаження сервера сайту після напливу відвідуваності.
У липні 2021 року Фулп отримав нагороду Game Developers Choice Awards Pioneer за внесок у створення Newgrounds і подальшу роботу над The Behemoth.
У вересні 2023 року було оновлено сайт видання у стилі системи Project з анімаціїєю ігор та аудіо.
У березні 2024 року систему звітності сайту було оновлено, відтоді користувачі можуть повідомляти про контент, створений переважно штучним інтелектом.

## Досягнення
- 2010 - №39 у списку «50 найкращих сайтів» від видання Time[35]
- 2021 - Фулп отримав нагороду Game Developers Choice Awards Pioneer Award за внесок у створення Newgrounds і подальшу роботу над The Behemoth.[36]